# Freja Beha Erichsen
Freja Beha Erichsen (Roskilde, 18 de octubre de 1987), también conocida como Freja Beha, es una modelo danesa.

## Carrera
Descubierta en las calles de su Dinamarca nativa por un agente de modelos,  Erichsen hizo su debut como modelo en 2005 en los desfiles de París y Milán de otoño de Prada, Louis Vuitton, y Miu Miu (el cual abrió). Continúa haciendo pasarelas en Nueva York, París, Milán y también Londres, tanto de prêt-à-porter como de alta costura. Erichsen ha caminado para Shiatzy Chen, Chanel, Dior, Gucci, Burberry, Alexander Wang, Prada, Balmain, Balenciaga, Christian Lacroix, Zac Posen, Sonia Rykiel, Lanvin y Versace entre otros. 
Ha aparecido en campañas publicitarias para marcas como Balenciaga, Jil Sander, Gucci, Harry Winston, Inc., Georg Jensen, Hugo Boss, H&M, CK by Calvin Klein, Hermès, Isabel Marant,  Chanel, Gianfranco Ferré, Pringle of Scotland, Emporio Armani, Roberto Cavalli, Chloé, Karl Lagerfeld, MaxMara, Valentino, Pollini, Jaeger, Gap, Prada y Tom Ford eyeswear. Es una de las caras de la fragancia Gucci de Gucci junto con Natasha Poly y Raquel Zimmermann, y protagonizó en televisión un anuncio dirigido por David Lynch. También fue la cara de la fragancia de Calvin Klein IN2U. En 2011, se convirtió en la cara de la fragancia Valentina de Valentino.

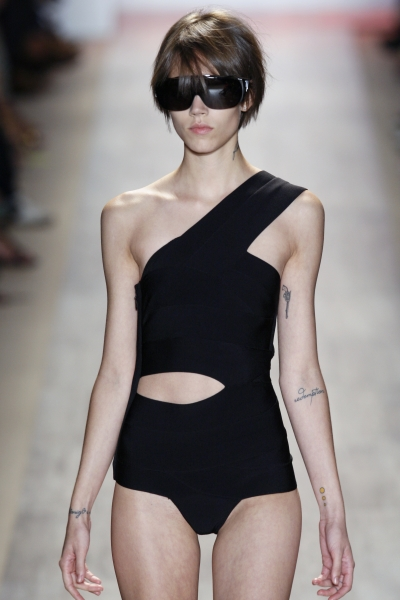
Erichsen en la pasarela de Herve Leger Verano 2009 en New York

Ha aparecido en editoriales para muchas revistas de moda, incluyendo la revista Vogue americana, francesa, italiana, australiana, alemana, británica, china, japonesa, coreana y rusa, Interview, W, Harper's Bazaar americana y rusa, Numéro francesa y coreana, i-D, V and Purple. También ha aparecido en la portada de British Vogue, Vogue Italia, Purple, Vogue Paris, Numéro francesa y coreana, i-D, V, W Magazine y las ediciones china, portuguesa, surcoreana y japonesa de Vogue. En 2008, el agente James Scully dijo de Erichsen:

La reina del cool. Porbablemente una de las modelos más solicitadas de todos mis clientes. Es la perfecta maniquí de la vieja escuela con una figura un poco de los ochenta.

Erichsen ha tenido un gran número de artículos de moda nombrados por ella, incluyendo el bolso Freja de Jill Stuart, el clutch Freja de Chloé, y las botas stiletto con detalle de cremallera de Alexander Wang. 
En el punto álgido de su carrera, fue calificada segunda en la lista Top 50 Models Women por models.com, junto con Natasha Poly. A partir de octubre de 2013, fue nombrada una de las "Iconos de la Industria". Vogue Paris la declaró una de las 30 top models de los años 2000s.
Erichsen fue presentada en la edición de 2011 del Calendario Pirelli, fotografiada por Karl Lagerfeld. Erichsen es parte de la historia, ya que tiene el mayor número de portadas en los últimos 95 años, entre las que se encuentran una de las tres portadas de mayo de Vogue UK con motivo de la celebración de la boda más esperada del año, la boda real entre Guillermo de Cambridge y Catherine Middleton.
Erichsen ha sido portada de muchas ediciones de Vogue tales como Vogue Paris en noviembre de 2005, agosto de 2010 y mayo de 2013; Vogue Italia en marzo y noviembre de 2010, así como en enero de 2011; British Vogue en agosto de 2010, así como en mayo y septiembre de 2011. También fue portada de Vogue coreana en marzo de 2009 y septiembre de 2010, de la Vogue japonesa en noviembre de 2008 y febrero de 2009, Vogue china en junio de 2006, Vogue portuguesa en mayo de 1007 y Vogue brasileña en marzo de 2011.

## Vida personal
Erichsen fue educada en el Frederiksberg Gymnasium (instituto). Tiene amistad con otras modelos como Abbey Lee Kershaw, Irina Lazareanu, Coco Rocha, Lily Donaldson, Karmen Pedaru, Arizona Muse, Raquel Zimmerman  y Agyness Deyn. También tuvo una breve relación con la supermodelo australiana Catherine McNeil. Disfruta escucha música de PJ Harvey, el grupo danés Kira, los Kindred Spirits, Janis Joplin y Jeff Buckley. Actualmente reside en Dinamarca. Erichsen es públicamente lesbiana.